# Decibelio

Ejemplo que muestra 10 log_{10} x, x. Es más fácil de entender y comparar 2 o 3 dígitos que comparar 10 dígitos.

El decibelio o decibel, con símbolo dB, es una unidad que se utiliza para expresar la relación entre dos valores de presión sonora, o tensión y potencia eléctrica (no es una unidad de medida). La unidad básica es el belio (o bel) de símbolo B, pero dada la amplitud de los campos que se miden en la práctica, se utiliza su submúltiplo, el decibelio. El nombre se le ha dado en homenaje a Alexander Graham Bell. Es una expresión que no es lineal, sino logarítmica, adimensional y matemáticamente escalar. Ni el belio, ni el decibelio son unidades del Sistema internacional de unidades.
Los decibelios se emplean en acústica, electricidad, telecomunicaciones y otras especialidades para expresar la relación entre dos potencias: la magnitud que se estudia y una magnitud de referencia.
En la medida de diversas potencias se emplea a menudo como magnitud de referencia un valor convenido muy bajo, por ejemplo el umbral mínimo de percepción del sonido en el ser humano (20 micropascales), pero no por ello dejan de ser relativas todas las medidas expresadas en decibelios, aunque el que no se explicite normalmente el valor de referencia le dé apariencia absoluta.

## Definición
Un belio equivale a 10 decibelios y representa un aumento de potencia en un factor 10 respecto a la magnitud de referencia. Cero belios sería el valor de la magnitud de referencia. Así, dos belios representan un aumento en un factor 100 en la potencia, tres belios equivalen a un aumento de 1000 veces y así sucesivamente. Dicho de otra manera, un lavavajillas que emite un ruido de 50 dB no es algo más ruidoso sino 10 veces más ruidoso que uno que emita 40 dB, y emite 100 veces la potencia sonora de uno de 30 dB, pero la sensibilidad auditiva de los humanos, percibe un aumento mucho menor que 100 veces, de ahí la razón de emplear una escala logarítmica, que se adapta mucho mejor a esa sensibilidad.
Esta unidad expresa una razón entre cantidades y no una cantidad, aunque a veces se relaciona con una base tomada como referencia y en esas ocasiones se expresa sobre un valor fijo (por ejemplo cuando se trata de medidas de intensidad de sonido, en acústica). El decibelio expresa cuántas veces más o cuántas veces menos, pero no la cantidad exacta. En estos casos es una unidad de medida relativa. En audiofrecuencias un cambio de 1 decibelio (dB) apenas se nota.
Si se tiene dos valores de potencia diferentes, P1 y P2 (o dos voltajes V1 y V2), y se desea saber cuál es el cambio de una con respecto a la otra, se utiliza la siguiente fórmula:
{\displaystyle \mathrm {dB} =10\log _{10}{\frac {P_{1}}{P_{2}}}} (si lo que se comparan son potencias),
{\displaystyle \mathrm {dB} =20\log _{10}{\frac {V_{1}}{V_{2}}}} (si lo que se comparan son voltajes),
{\displaystyle \mathrm {dB} =20\log _{10}{\frac {I_{1}}{I_{2}}}} (si lo que se comparan son intensidades de corriente).
Estas dos últimas suponen un circuito lineal en el que la potencia es proporcional al cuadrado de la tensión o la corriente. SI no fuera este el caso, deberá usarse la relación de potencias. En un generador ideal de tensión, por ejemplo, la potencia suministrada es proporcional a la corriente, no a su cuadrado y habría que emplear 10 log10(I2/I1)

## Unidades basadas en el decibelio

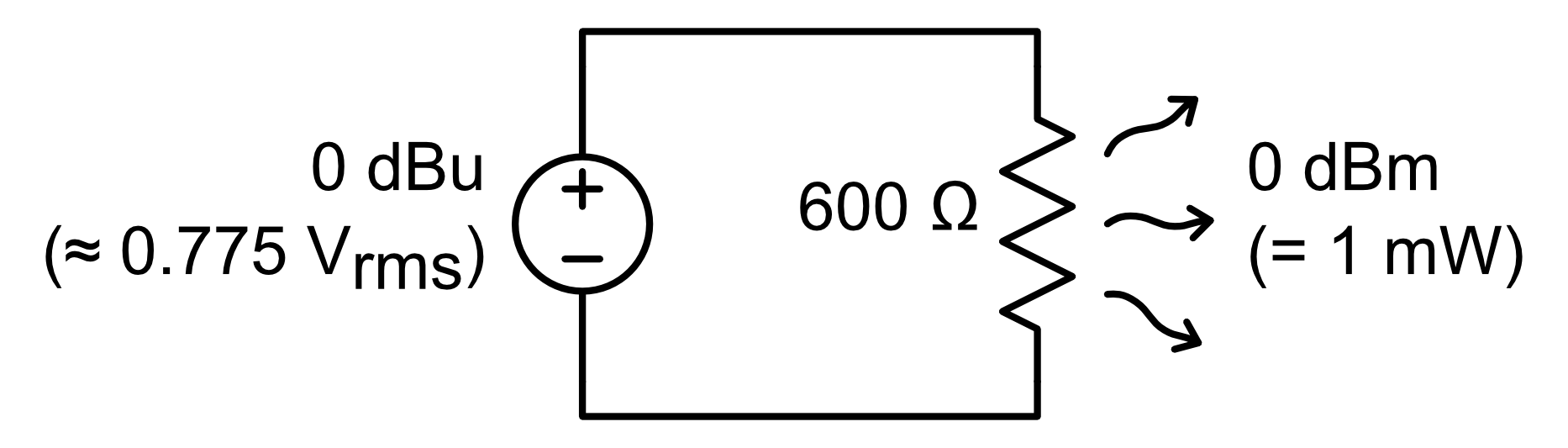
Relación entre dBu y dBm

Como el decibelio es adimensional y relativo, para medir valores absolutos se necesita especificar a qué unidades está referida la medida:
- dBSPL: Hace referencia al nivel de presión sonora. Es la medida, por ejemplo, usada para referirse a ganancia o atenuación de volumen. Para sonido en el aire, toma como unidad de referencia 20 micropascales (20 μPa). En el agua se utiliza una referencia de 1 μPa.
- dBW: La W indica que el decibelio hace referencia a vatios. Es decir, se toma como referencia 1 W (vatio). Así, a un vatio le corresponden 0 dBW.
- dBm: Cuando el valor expresado en vatios es muy pequeño, se usa el milivatio (mW). Así, a 1 mW le corresponden 0 dBm.
- dBu: El dBu expresa el nivel de señal en decibelios y referido a 0,7746 voltios {\displaystyle \left({\sqrt {\frac {3}{5}}}\right)\,\!}. 0,7746 V es la tensión que aplicada a una impedancia de 600 Ω, desarrolla una potencia de 1 mW. Se emplea la referencia de una impedancia de 600 Ω por razones históricas.[7]

En algunos casos (especialmente en telecomunicaciones), al medir niveles relativos en decibelios, se da un nombre específico a la unidad, dependiendo del tipo de medida.
- dBc: Nivel relativo entre una señal portadora (carrier) y alguno de sus armónicos.
- dBi: Decibelios medidos con respecto a una antena isotrópica.
- dBd: Decibelios medidos con respecto a una antena dipolo. Está 2,15 dB por encima del radiador isotrópico.
- dBA: Decibelios ajustados con la ponderación A.

## Decibelio ponderado
El oído humano no percibe igual las distintas frecuencias y alcanza el máximo de percepción en las medias, de ahí que para aproximar más la unidad a la realidad auditiva, se ponderen las unidades (para ello se utilizan las llamadas curvas isofónicas).
Por este motivo se definió el decibelio A (dBA), una unidad de nivel sonoro medido con un filtro previo que quita parte de las bajas y las muy altas frecuencias. De esta manera, después de la medición se filtra el sonido para conservar solamente las frecuencias más dañinas para el oído, razón por la cual la exposición medida en dBA es un buen indicador del riesgo auditivo y vital.
Hay además otras unidades ponderadas, como dBC, dBD, adecuadas para medir la reacción del oído ante distintos niveles de sonoridad.

## Aplicaciones en acústica
| 200 dB   | Bomba atómica similar a la de Hiroshima y Nagasaki                      |
| 180 dB   | Explosión del Volcán Krakatoa a 160 km de distancia. Cohete en despegue |
| 142,2 dB | Récord Guiness de ruido en un estadio                                   |
| 140 dB   | Coche de Fórmula 1                                                      |
| 134 dB   | Umbral del dolor                                                        |
| 125 dB   | Avión despegando a 50 m                                                 |
| 120 dB   | sirena acústica                                                         |
| 110 dB   | Motosierra a 1 m                                                        |
| 100 dB   | Martillo neumático a 2 m                                                |
| 90 dB    | grito. Silbar                                                           |
| 80 dB    | Tráfico intenso a 10 m. Camión pesado a 1 m                             |
| 70 dB    | Aspiradora a 1 m. radio a alto volumen                                  |
| 60 dB    | Oficina ruidosa. radio. conversación                                    |
| 50 dB    | Entorno doméstico. Teatro a 10 m                                        |
| 40 dB    | Barrio habitado por la noche. Biblioteca                                |
| 30 dB    | habitación silenciosa. Susurro a 1 m                                    |
| 20 dB    | habitación silenciosa                                                   |
| 10 dB    | susurro de hojas. respiración humana relajada a 3 m                     |
| 0 dB     | Umbral de audición                                                      |
| −9 dB    | Cámara anecoica                                                         |

El decibelio es la medida utilizada para expresar el nivel de potencia o el nivel de intensidad del sonido.
Se utiliza esta escala logarítmica porque la sensibilidad que presenta el oído humano a las variaciones de intensidad sonora sigue una escala aproximadamente logarítmica, no lineal. Por ello el belio (B) y su submúltiplo el decibelio (dB), resultan adecuados para valorar la percepción de los sonidos por un oyente. Se define como la comparación o relación entre dos sonidos porque en los estudios sobre acústica fisiológica se vio que un oyente, al que se le hace escuchar un solo sonido, no puede dar una indicación fiable de su intensidad, mientras que, si se le hace escuchar dos sonidos diferentes, es capaz de distinguir la diferencia de intensidad. 
Como el decibelio es una unidad relativa, para las aplicaciones acústicas se asigna el valor de 0 dB al umbral de audición del ser humano, que por convención se estima que equivale a un sonido con una presión de 20 micropascales, algo así como un cambio de la presión atmosférica normal de 1/5 000 000 000. Aun así, el verdadero umbral de audición varía entre distintas personas y para una misma persona, depende de la frecuencia del sonido. Se considera el umbral del dolor para el humano a partir de los 140 dB. Esta suele ser, aproximadamente, la medida máxima considerada en aplicaciones de acústica.
Para el cálculo de la sensación recibida por un oyente, a partir de las unidades físicas medibles de una fuente sonora, se define el nivel de potencia, {\displaystyle {L_{W}}}, en decibelios, y para ello se relaciona la potencia de la fuente del sonido a estudiar con la potencia de otra fuente cuyo sonido esté en el umbral de audición, por la fórmula siguiente:
{\displaystyle {L_{W}}=10\times \log _{10}{\frac {W_{1}}{W_{0}}}(\mathrm {dB} )=10\times \log _{10}{\frac {W_{1}}{10^{-12}}}(\mathrm {dB} )}
En donde {\displaystyle W_{1}} es la potencia a estudiar, en vatios (variable), {\displaystyle W_{0}} es el valor de referencia, igual a 10–12 vatios y log10 es el logaritmo en base 10 de la relación entre estas dos potencias. Este valor de referencia se aproxima al umbral de audición en el aire. Si {\displaystyle W_{1}} es mayor que la potencia de referencia {\displaystyle W_{0}} el valor en decibelios es positivo. Y si {\displaystyle W_{1}} es menor que la referencia {\displaystyle W_{0}} el resultado es negativo. Un aumento en un factor 10 (10 veces) en la potencia {\displaystyle W_{1}} con respecto a la referencia significa un aumento de 10 unidades (10 dB) aditivas en la escala logarítmica (intensidad subjetiva). Y que al aumentar al doble (factor 2) la potencia {\displaystyle W_{1}} con respecto a {\displaystyle W_{0}} significa un aumento aditivo de 3 dB en la escala logarítmica ({\displaystyle \log _{10}2=0,301B=3,01\;\mathrm {dB} }).
Las ondas de sonido producen un aumento de presión en el aire, luego otra manera de medir físicamente el sonido es en unidades de presión (pascales). Y puede definirse el nivel de presión, {\displaystyle L_{P}}, que también se mide en decibelios.
{\displaystyle {L_{P}}=10\times \log _{10}{\frac {P_{1}^{2}}{P_{0}^{2}}}\;(\mathrm {dB} )=20\times \log _{10}{\frac {P_{1}}{20\times 10^{-6}}}\;(\mathrm {dB} )}
En donde {\displaystyle P_{1}} es la presión del sonido a estudiar, y {\displaystyle P_{0}} es el valor de referencia, que para sonido en el aire es igual a {\displaystyle 20\times 10^{-6}\mathrm {Pa} }, o sea 20 micropascales (20 μPa, donde Pa = pascal, unidad de presión del Sistema Internacional de Unidades). Este valor de referencia se aproxima al umbral de audición en el aire.

## Aplicaciones en telecomunicaciones
El decibelio es quizá la unidad más utilizada en el campo de las telecomunicaciones por la simplificación que su naturaleza logarítmica posibilita a la hora de efectuar cálculos con valores de potencia de la señal muy pequeños.

Como relación de potencias que es, la cifra en decibelios no indica nunca el valor absoluto de las dos potencias comparadas, sino la relación entre ellas. A diferencia de lo que ocurre en el sonido, donde siempre se refiere al mismo nivel de referencia, en telecomunicaciones, el nivel de referencia es cambiante.

Esto permite, por ejemplo, expresar en decibelios la ganancia de un amplificador o la pérdida de un atenuador sin necesidad de referirse a la potencia de entrada que, en cada momento, se les esté aplicando.
La ganancia de un dispositivo, expresada en decibelios viene dada por la fórmula:
{\displaystyle {\mathrm {dB} }=10\cdot \log _{10}{\frac {P_{S}}{P_{E}}}}
en donde PE es la potencia de la señal en la entrada del dispositivo, y PS la potencia a la salida del mismo.

Si hay ganancia de señal (amplificación) la cifra en decibelios será positiva, mientras que si hay pérdida (atenuación) será negativa.
Para sumar ruidos, o señales en general, es muy importante considerar que no es correcto sumar directamente valores de las fuentes de ruido expresados en decibelios. Así, dos fuentes de ruido de 21 dB no dan 42 dB sino 24 dB.
En este caso se emplea la fórmula:
{\displaystyle \mathrm {dB\;totales} =10\cdot \log _{10}(10^{\frac {X_{1}}{10}}+10^{\frac {X_{2}}{10}}+\ldots +10^{\frac {X_{n}}{10}})},
donde {\displaystyle X_{n}} son los valores de ruido o señal, expresados en decibelios, a sumar.